# Franz Grehn
Franz Jozef Grehn (ur. 23 kwietnia 1948 w Würzburgu) – niemiecki okulista, profesor; specjalizuje się w mikrochirurgii i leczeniu schorzeń przedniego odcinka oka, w szczególności jaskry. Szef kliniki okulistyki Uniwersytetu w Würzburgu.

## Życiorys
Medycynę studiował w latach 1967-1973 na Uniwersytecie w Würzburgu oraz Uniwersytecie we Fryburgu. Doktorat uzyskał w 1973. Staż podoktorski z zakresu neurofizjologii widzenia odbył na Wolnym Uniwersytecie Berlińskim u prof. O. J. Grüssera (1974-1976). Specjalizację z okulistyki ukończył na Uniwersytecie we Fryburgu (1976-1980). Tam też został zatrudniony jako Oberarzt (1981) oraz uzyskał habilitację z okulistyki (1984). W okresie 1990–1995 był dyrektorem kliniki okulistyki Uniwersytetu Johannesa Gutenberga w Moguncji. W 1995 został dyrektorem kliniki okulistyki Uniwersytetu w Würzburgu.
Jest wykładowcą w Europejskiej Szkole Zaawansowanych Studiów Okulistycznych (ang. European School for Advanced Studies in Ophthalmology, ESASO) w szwajcarskim Lugano.
W pracy klinicznej specjalizuje się w farmakologicznym i chirurgicznym leczeniu chorób oczu, zwłaszcza odcinka przedniego (zaćma, jaskra, keratoplastyka). W pracy badawczej skupia się na badaniach dotyczących jaskry oraz mikrochirurgii przedniego odcinka oka.
Jest synem Willibalda oraz Marii, z domu Floymayr. Żonaty z Dörte H. Boeck, ma troje dzieci (Moritz, Philipp, Conrad).

## Publikacje
Jest autorem i współautorem 13 książek okulistycznych, w tym wielokrotnie wznawianego podręcznika „Augenheilkunde" oraz:
- A. Kampik, F. Grehn, Durchblutungsstörungen am Auge, Bücherei des Augenarztes, Band 134, Ferdinand-Enke-Verlag, Stuttgart, 1995
- A. Kampik, F. Grehn, Das äußere Auge, Bücherei des Augenarztes, Band  137, Ferdinand-Enke-Verlag, Stuttgart, 1996
- A. Kampik, F. Grehn, Entzündungen des Augeninneren, Bücherei des Augenarztes, Band 138, Ferdinand-Enke-Verlag, Stuttgart, 1997
- A. Kampik, F. Grehn, Nutzen und Risiken augenärztlicher Therapie, Bücherei des Augenarztes, Band 138, Ferdinand-Enke-Verlag, Stuttgart, 1998
- A. Kampik, F. Grehn, Augenärztliche Differenzialdiagnose  , Georg Thieme Verlag, Stuttgart – New York, 2000
- A. Kampik, F. Grehn, Augenärztliche Therapie, Georg Thieme Verlag, Stuttgart – New York, 2002
- A. Kampik, F. Grehn, Augenärztliche Diagnostik  , Georg Thieme Verlag, Stuttgart – New York, 2003
- A. Kampik, F. Grehn, Augenärztliche Rehabilitation, Georg Thieme Verlag, Stuttgart – New York, 2005
- A. Kampik, F. Grehn, E. Messmer, 1000 Fragen Augenheilkunde , Georg Thieme Verlag, Stuttgart – New York, 2006

Ponadto artykuły publikowane w wiodących czasopismach okulistycznych.

## Funkcje i członkostwa
W ramach Niemieckiego Towarzystwa Okulistycznego (Deutsche Ophthalmologische Gesellschaft, DOG) pełnił funkcję prezesa (kadencja 2002-2003) oraz sekretarza (2005-2013). W Europejskim Towarzystwie Jaskry (European Glaucoma Society) był od 2011 szefem komitetu naukowego. Ponadto był także prezesem World Glaucoma Association (2012-2013) oraz prezesem Glaucoma Research Society (2012-2016).
Należy także do Association for Research in Vision and Ophthalmology (ARVO), Niemieckojęzycznego Towarzystwa Implantacji Soczewek Wewnątrzgałkowych oraz Chirurgii Interwencyjnej i Refrakcyjnej (Deutsche Gesellschaft für Intraokularlinsen-Implantation, DGII), Amerykańskiej Akademii Okulistyki (American Academy of Ophthalmology, AAO) oraz mogunckiej Akademii Nauk i Literatury (Mainzer Akademie der Wissenschaften und der Literatur).
Jest także członkiem redakcji oraz rad redakcyjnych czasopism naukowych: „Journal of Glaucoma", „Graefe's Archive for Clinical and Experimental Ophthalmology", „Der Ophthalmologe" oraz „Klinische Monatsblätter für Augenheilkunde".

## Wyróżnienia
W 1997 otrzymał doktorat honorowy uniwersytetu w rumuńskim mieście Jassy. Jest także honorowym członkiem: Rumuńskiego Towarzystwa Okulistycznego (od 2001), Chorwackiego Towarzystwa Okulistycznego (od 2002), Unii Bułgarskich Okulistów (od 2009), Włoskiego Towarzystwa Jaskry (od 2011) oraz Bułgarskiego Towarzystwa Jaskry (od 2014).